# Thom Browne
Thom Browne, né en 1965, est un styliste américain, mais également une marque de prêt à porter fondée en 2003 par le créateur éponyme, et basée à New York. Protégé d’Anna Wintour, il officie pour trois marques distinctes en tant que styliste, dont la sienne, et est connu pour ses défilés extravagants.

## Biographie
Thom Browne est né en 1965 à Allentown en Pennsylvanie, parmi une fratrie de sept enfants.
En arrivant à New York en 1997, il devient vendeur chez Armani puis travaille pour la marque Club Monaco appartenant au groupe Ralph Lauren. 
Il fonde sa propre marque en 2004. Deux ans plus tard, il est élu « styliste pour homme de l'année » (Menswear Designer of the year) par le CFDA. En septembre, Thom Browne est nommé responsable de la ligne Black Fleece chez la très ancienne marque Brooks Brothers, symbole de l'élégance aux États-Unis. Il crée une collection de joaillerie pour homme avec Harry Winston. Puis en 2008, le magazine GQ dans son édition américaine lui décerne également le titre de « styliste de l'année » tout comme le CFDA quelques années auparavant.
Plus que sa marque, le styliste est surtout reconnu en France pour son rôle dans l'élaboration de la gamme bleu  pour hommes, depuis 2008, chez Moncler, qui est présentée lors de la fashion week de Milan, ainsi que pour ses défilés inattendus, extravagants et spectaculaires,,,,.
Il est en couple avec Andrew Bolton, conservateur du Anna Wintour Costume Center au Metropolitan Museum de New York.
En 2018, la maison italienne Ermenegildo Zegna rachète 85% du capital de la marque Thom Browne pour près de 500 millions de dollars.